# 弗朗齐歇克·道达
弗朗齐歇克·道达（捷克語：František Douda，1908年10月23日—1990年1月15日），捷克男子田径运动员。他曾代表捷克斯洛伐克参加1928年、1932年和1936年夏季奥林匹克运动会田径比赛，其中1932年奥运会获得一枚铜牌。